# Уряд Кот-д'Івуару
Уряд Кот-д'Івуару — вищий орган виконавчої влади Кот-д'Івуару.

## Голова уряду
- Прем'єр-міністр — Даніель Каблан Дункан (англ. Daniel Kablan Duncan).
- Віце-прем'єр-міністр з питань оборони — Поль Кофі Кофі (англ. Paul Kofi Kofi).

## Кабінет міністрів
Склад чинного уряду подано станом на 19 травня 2015 року.
| Логотип | Міністерство                                                                | Міністр                                               | Фото | Час на посаді | Час на посаді | Партія | Партія | Вебсайт |
| ------- | --------------------------------------------------------------------------- | ----------------------------------------------------- | ---- | ------------- | ------------- | ------ | ------ | ------- |
|         | Міністр президента з питань взаємодії між гілками влади                     |                                                       |      |               |               |        |        |         |
|         | Міністр президента з питань комунікації з президентською адміністрацією     |                                                       |      |               |               |        |        |         |
|         | Міністр президента з питань економіки та фінансів                           | Ньяле Каба (Nialé Kaba)                               |      |               |               |        |        |         |
|         | Міністерство африканської інтеграції та івуарійської діаспори               | Аллі Кулібалі (Ally Coulibaly)                        |      |               |               |        |        |         |
|         | Міністерство будівництва та житла                                           | Мамаду Саного (Mamadou Sanogo)                        |      |               |               |        |        |         |
|         | Міністерство внутрішніх справ і безпеки                                     | Амед Бакайоко (Hamed Bakayoko)                        |      |               |               |        |        |         |
|         | Міністерство водних ресурсів і лісового господарства                        | Бабо Дарре (Babaud Darret)                            |      |               |               |        |        |         |
|         | Міністерство державної служби та адміністративної реформи                   | Ібраїма Сіссе Баконго (Ibrahima Cissé Bacongo)        |      |               |               |        |        |         |
|         | Міністерство екології, санітарії та сталого розвитку                        | Ремі Алла Куадіо (Rémi Allah Kouadio)                 |      |               |               |        |        |         |
|         | Міністерство економіки, фінансів і бюджету                                  | Даніель Каблан Дюнкан (Daniel Kablan Duncan)          |      |               |               |        |        |         |
|         | Міністерство економічної інфраструктури                                     | Патрік Аші (Patrick Achi)                             |      |               |               |        |        |         |
|         | Міністерство зайнятості, соціального забезпечення та професіональної освіти | Мусса Доссо (Moussa Dosso)                            |      |               |               |        |        |         |
|         | Міністерство зв'язку                                                        | Аффуссіата Бамба Ламін (Affoussiata Bamba Lamine)     |      |               |               |        |        |         |
|         | Міністерство закордонних справ                                              | Шарль Коффі Дібі (Charles Koffi Diby)                 |      |               |               |        |        |         |
|         | Міністерство культури та справ франкофонії                                  | Моріс Куаку Бандаман (Maurice Kouakou Bandaman)       |      |               |               |        |        |         |
|         | Міністерство молоді, спорту та дозвілля                                     | Ален Мішель Лобоньон (Alain Michel Lobognon)          |      |               |               |        |        |         |
|         | Міністерство нафти та енергетики                                            | Адама Тунгара (Adama Toungara)                        |      |               |               |        |        |         |
|         | Міністерство оборони                                                        | Алассан Драман Уаттара (Alassane Dramane Ouattara)    |      |               |               |        |        |         |
|         | Міністерство освіти та технічного навчання                                  | Кандіа Каміссоко Камара (Kandia Kamissoko Camara)     |      |               |               |        |        |         |
|         | Міністерство освіти і науки                                                 | Ньямьян Конан (Gnamien Konan)                         |      |               |               |        |        |         |
|         | Міністерство охорони здоров'я та контролю СПІДу                             | Реймонд Гуду Коффі (Raymonde Goudou Coffie)           |      |               |               |        |        |         |
|         | Міністерство планування та розвитку                                         | Альбер Мабрі Туакесс (Albert Mabri Toikeusse)         |      |               |               |        |        |         |
|         | Міністерство пошти, інформації та комунікації                               | Бруно Набаньє Коне (Bruno Nabagné Koné)               |      |               |               |        |        |         |
|         | Міністерство промисловості та гірництва                                     | Жан-Клод Бру (Jean-Claude Brou)                       |      |               |               |        |        |         |
|         | Міністерство ремесел і сприяння малому та середньому бізнесу                |                                                       |      |               |               |        |        |         |
|         | Міністерство солідарності та сім'ї                                          | Анн Дезіре Улото (Anne Désirée Ouloto)                |      |               |               |        |        |         |
|         | Міністерство сільського господарства                                        | Мамаду Сангафоа Кулібалі (Mamadou Sangafoa Coulibaly) |      |               |               |        |        |         |
|         | Міністерство тваринництва та риболовлі                                      | Кобенан Куассі Аджумані (Kobénan Kouassi Adjoumani)   |      |               |               |        |        |         |
|         | Міністерство торгівлі                                                       | Жан-Луї Бійон (Jean-Louis Billon)                     |      |               |               |        |        |         |
|         | Міністерство транспорту                                                     | Гауссу Туре (Gaoussou Touré)                          |      |               |               |        |        |         |
|         | Міністерство туризму                                                        | Роже Каку (Roger Kakou)                               |      |               |               |        |        |         |
|         | Міністерство у справах ветеранів і жертв війни                              |                                                       |      |               |               |        |        |         |
|         | Міністерство юстиції, прав людини і громадянських свобод                    | Н'єнема Мамаду Кулібалі (Gnénéma Mamadou Coulibaly)   |      |               |               |        |        |         |